# Fukiro Okura
Fukiro Okura, född 1837, död 1910, var en japansk geisha och affärsidkare. Hon arbetade som geisha, lyckades betala sig ur skuldfällan och investera sin förtjänst i affärer, fastigheter och en berömd restaurang. Hon blev en lokal berömdhet. 